# Apodanthera villosa
Apodanthera villosa är en gurkväxtart som beskrevs av Charles Jeffrey. Apodanthera villosa ingår i släktet Apodanthera och familjen gurkväxter. Inga underarter finns listade i Catalogue of Life.